# Richard Ryen
Richard Ryen est un acteur et metteur en scène d'origine hongroise, né Richard Anton Robert Felix Revy à Főherceglak (alors dans l'empire d'Autriche-Hongrie ; actuellement Kneževo en Croatie) le 13 septembre 1885, décédé à Los Angeles (Californie) le 22 décembre 1965.

## Biographie
Dans les années 1910, Richard Ryen débute au théâtre à Zurich (Suisse) puis en Allemagne, où il sera également metteur en scène, notamment au Théâtre Kammerspiele de Munich, utilisant alors le nom de scène de "Richard Revy" (ou "Revi"). Apparaissant au cinéma en 1932, il joue d'abord dans six films allemands jusqu'en 1934, année où il est expulsé d'Allemagne par le régime nazi. Il émigre alors aux États-Unis et s'installe à Hollywood, optant pour le nom de "Ryen" en remplacement de son nom de naissance. De 1942 à 1949, il participe (entre autres, au sein de la Warner Bros.) à vingt-deux films américains, le plus souvent dans des petits rôles non crédités d'officiers nazis. Ainsi, sa prestation la plus connue est celle du Colonel Heinz (aide du Major Strasser, interprété par Conrad Veidt) dans Casablanca, en 1942. Notons qu'il retrouve dans ce film S. Z. Sakall, un compatriote exilé comme lui et qu'il avait déjà croisé à l'occasion d'un film allemand de 1933 (Muß man sich gleich scheiden lassen), ainsi que le réalisateur Michael Curtiz, également émigré d'origine hongroise, avec lequel il tournera deux autres films en 1943 et 1949. Après la Seconde Guerre mondiale, il revient au théâtre, tant aux États-Unis qu'à Bâle (Suisse).

## Filmographie complète
- 1932 : La Fiancée vendue (Die verkaufte Braut) de Max Ophüls
- 1933 : Muß man sich gleich scheiden lassen de Hans Behrendt
- 1933 : Der Tunnel[1] de Kurt Bernhardt
- 1934 : Das Erbe von Pretoria de Johannes Meyer
- 1934 : Weiße Majestät d'August Kern et Anton Kutter
- 1934 : Peer Gynt de Fritz Wendhausen
- 1942 : Correspondant de guerre (Berlin Correspondent) d'Eugene Forde
- 1942 : Casablanca de Michael Curtiz
- 1942 : Sabotage à Berlin (Desperate Journey) de Raoul Walsh
- 1943 : Hitler's Madman de Douglas Sirk
- 1943 : Chetniks de Louis King
- 1943 : La Croix de Lorraine (The Cross of Lorraine) de Tay Garnett
- 1943 : Mission à Moscou (Mission to Moscow) de Michael Curtiz
- 1943 : Tessa, la nymphe au cœur fidèle (The Constant Nymph) d'Edmund Goulding
- 1943 : First Comes Courage de Dorothy Arzner
- 1943 : Hostages de Frank Tuttle
- 1943 : The Strange Death of Adolf Hitler de James Patrick Hogan
- 1943 : Gangway for Tomorrow (en) de John H. Auer
- 1944 : Hitler et sa clique (The Hitler Gang) de John Farrow
- 1944 : Secrets of Scotland Yard (en) de George Blair
- 1944 : Une romance américaine (An American Romance) de King Vidor
- 1945 : Notre cher amour (This Love is Ours) de William Dieterle
- 1945 : Paris Underground de Gregory Ratoff
- 1945 : Les Amours de Salomé (Salome where she danced) de Charles Lamont
- 1946 : Crack-Up d'Irving Reis[2]
- 1948 : La Scandaleuse de Berlin (A Foreign Affair) de Billy Wilder
- 1948 : Mr. Peabody and the Mermaid d'Irving Pichel
- 1949 : The Lady takes a Sailor de Michael Curtiz